# Fördröjningsstrid
Fördröjningsstrid är en stridsuppgift där syftet är att fördröja sin motståndare, för att till exempel få fram förstärkningar eller förnödenheter. De metoder som brukar användas vid fördröjningsstrid är eldöverfall, överfall och fältarbeten. Fördröjningsstrid tillämpas ofta av en numerärt eller kvalitetsmässigt underlägsen försvarare, och innebär ofta att smärre reträtter ingår i uppträdandet. Den grundläggande avsikten är att fördröja motståndarens framryckning eftersom man åtminstone inte på kort sikt kunna försvara sig på en och samma plats, eller kunna genomföra större motangrepp.
Det kan tillämpas både vid anfall och försvar.[källa behövs]